# Gila Bend
Gila Bend (o'odham Hila Wi:n) és una població dels Estats Units a l'estat d'Arizona. Segons el cens del 2007 tenia 1.870 habitants.

## Demografia
Segons el cens del 2000, Gila Bend tenia 1.980 habitants, 659 habitatges, i 492 famílies La densitat de població era de 33,5 habitants/km².
Dels 659 habitatges en un 42,8% hi vivien nens de menys de 18 anys, en un 52,7% hi vivien parelles casades, en un 14,3% dones solteres, i en un 25,3% no eren unitats familiars. En el 22,2% dels habitatges hi vivien persones soles el 8,6% de les quals corresponia a persones de 65 anys o més que vivien soles. El nombre mitjà de persones vivint en cada habitatge era de 3 i el nombre mitjà de persones que vivien en cada família era de 3,51.
Per edats la població es repartia de la següent manera: un 32,9% tenia menys de 18 anys, un 11,6% entre 18 i 24, un 27% entre 25 i 44, un 20,1% de 45 a 60 i un 8,4% 65 anys o més.
L'edat mediana era de 29 anys. Per cada 100 dones de 18 o més anys hi havia 107,8 homes.
La renda mediana per habitatge era de 26.895 $ i la renda mediana per família de 30.403 $. Els homes tenien una renda mediana de 25.284 $ mentre que les dones 20.588 $. La renda per capita de la població era de 10.793 $. Aproximadament el 22,2% de les famílies i el 24,8% de la població estaven per davall del llindar de pobresa.

## Poblacions més properes
El següent diagrama mostra les poblacions més properes.